# Vòng loại Giải vô địch bóng đá thế giới 2018 (play-off OFC–CONMEBOL)
Vòng play-off OFC–CONMEBOL của vòng loại Giải vô địch bóng đá thế giới 2018 sẽ là hai lượt trận sân nhà và sân khách giữa đội đứng đầu OFC (vòng 3), New Zealand, và đội xếp thứ 5 từ giải đấu vòng loại khu vực Nam Mỹ, Peru.
Các trận đấu sẽ được diễn ra vào các ngày 11 và 15 tháng 11 năm 2017.

## Tổng quan
Đây là vòng play-off giải vô địch bóng đá thế giới lần thứ ba liên tiếp mà New Zealand từng tham gia. Họ thua với tổng tỷ số 9–3 trước México trong trận play-off Giải vô địch bóng đá thế giới 2014 và đánh bại Bahrain với tổng tỷ số 1–0 tại vòng play-off năm 2010.
Lần đầu tiên Peru tham gia vào vòng play-off liên lục địa. Trước đây họ vượt qua vòng loại World Cup vào năm 1982.
Lễ bốc thăm thứ tự thi đấu được tổ chức vào ngày 25 tháng 7 năm 2015 tại lễ bốc thăm vòng sơ loại Giải vô địch bóng đá thế giới.

## Lượt thứ nhất
| New Zealand | 0–0                                 | Perú |
| ----------- | ----------------------------------- | ---- |
|             | Chi tiết (FIFA) Chi tiết (CONMEBOL) |      |

| New Zealand | Peru |

| GK                      | 1  | Stefan Marinovic   |     |     |
| RWB                     | 18 | Kip Colvey         |     |     |
| CB                      | 5  | Michael Boxall     | 75' |     |
| CB                      | 2  | Winston Reid (c)   |     |     |
| CB                      | 20 | Tommy Smith        |     | 67' |
| LWB                     | 3  | Deklan Wynne       |     |     |
| RM                      | 15 | Clayton Lewis      |     | 74' |
| CM                      | 8  | Michael McGlinchey | 68' |     |
| LM                      | 14 | Ryan Thomas        |     |     |
| CF                      | 11 | Marco Rojas        |     | 78' |
| CF                      | 7  | Kosta Barbarouses  |     |     |
| Vào thay người:         |    |                    |     |     |
| DF                      | 22 | Andrew Durante     |     | 67' |
| FW                      | 9  | Chris Wood         |     | 74' |
| MF                      | 6  | Bill Tuiloma       |     | 78' |
| Huấn luyện viên trưởng: |    |                    |     |     |
| Anthony Hudson          |    |                    |     |     |

| GK                      | 1  | Pedro Gallese         |     |       |
| RB                      | 3  | Aldo Corzo            |     |       |
| CB                      | 15 | Christian Ramos       |     |       |
| CB                      | 2  | Alberto Rodríguez (c) |     |       |
| LB                      | 6  | Miguel Trauco         |     |       |
| DM                      | 8  | Christian Cueva       |     | 90+1' |
| CM                      | 13 | Renato Tapia          |     |       |
| CM                      | 19 | Yoshimar Yotún        | 24' | 88'   |
| RW                      | 18 | André Carrillo        |     | 77'   |
| LW                      | 20 | Edison Flores         |     |       |
| CF                      | 10 | Jefferson Farfán      |     |       |
| Vào thay người:         |    |                       |     |       |
| MF                      | 7  | Paolo Hurtado         |     | 77'   |
| MF                      | 23 | Pedro Aquino          |     | 88'   |
| MF                      | 14 | Andy Polo             |     | 90+1' |
| Huấn luyện viên trưởng: |    |                       |     |       |
| Ricardo Gareca          |    |                       |     |       |

| Trợ lý trọng tài: Joe Fletcher (Canada) Frank Anderson (Hoa Kỳ) Trọng tài thứ tư: Jair Marrufo (Hoa Kỳ) |

## Lượt thứ hai
| Perú                        | 2–0                                 | New Zealand |
| --------------------------- | ----------------------------------- | ----------- |
| - Farfán 27' - C. Ramos 65' | Chi tiết (FIFA) Chi tiết (CONMEBOL) |             |

| Peru | New Zealand |

| GK                      | 1  | Pedro Gallese         | 80' |     |
| RB                      | 17 | Luis Advíncula        |     |     |
| CB                      | 15 | Christian Ramos       | 75' |     |
| CB                      | 2  | Alberto Rodríguez (c) |     |     |
| LB                      | 6  | Miguel Trauco         |     |     |
| DM                      | 13 | Renato Tapia          |     |     |
| RM                      | 14 | Andy Polo             |     | 74' |
| CM                      | 8  | Christian Cueva       |     | 86' |
| CM                      | 20 | Edison Flores         | 21' |     |
| LM                      | 10 | Jefferson Farfán      |     |     |
| CF                      | 11 | Raúl Ruidíaz          |     | 65' |
| Vào thay người:         |    |                       |     |     |
| MF                      | 19 | Yoshimar Yotún        |     | 65' |
| FW                      | 18 | André Carrillo        |     | 74' |
| DF                      | 4  | Adrián Zela           |     | 86' |
| Huấn luyện viên trưởng: |    |                       |     |     |
| Ricardo Gareca          |    |                       |     |     |

| GK                      | 1  | Stefan Marinovic   |     |     |
| CB                      | 5  | Michael Boxall     |     |     |
| CB                      | 2  | Winston Reid (c)   |     |     |
| CB                      | 22 | Andrew Durante     |     | 77' |
| RWB                     | 18 | Kip Colvey         |     |     |
| LWB                     | 3  | Deklan Wynne       |     |     |
| RM                      | 15 | Clayton Lewis      |     | 58' |
| CM                      | 8  | Michael McGlinchey |     |     |
| CM                      | 14 | Ryan Thomas        | 19' |     |
| LM                      | 6  | Bill Tuiloma       |     | 46' |
| CF                      | 7  | Kosta Barbarouses  |     |     |
| Vào thay người:         |    |                    |     |     |
| FW                      | 9  | Chris Wood         |     | 46' |
| MF                      | 11 | Marco Rojas        |     | 58' |
| FW                      | 17 | Jeremy Brockie     |     | 77' |
| Huấn luyện viên trưởng: |    |                    |     |     |
| Anthony Hudson          |    |                    |     |     |

| Trợ lý trọng tài: Nicolas Danos (Pháp) Cyril Gringore (Pháp) Trọng tài thứ tư: Benoît Bastien (Pháp) |